# L'Avortement (roman)
 (novembre 2022).
Pour les articles homonymes, voir L'Avortement.
L'Avortement (sous-titré Une histoire romanesque en 1966) est le quatrième roman de Richard Brautigan, publié en 1971. Il est le premier à avoir un sous-titre (The Abortion: An Historical Romance 1966).

## Résumé
Le roman débute dans la bibliothèque où travaille le narrateur. Celle-ci est d'un genre particulier, puisqu'elle recueille les romans jamais publiés. Le narrateur y passe vingt-quatre heures par jour et sept jours sur sept. Un jour, une femme nommée Vida vient y déposer un livre parlant de son corps. Elle et le bibliothécaire finissent par avoir une aventure ensemble. 
Tombée enceinte, Vida et le narrateur demandent de l'aide à Foster, qui s'occupe des cavernes, nom donné aux stocks de la bibliothèques. Forster leur propose d'aller à Tijuana, leur donne 200 dollars et leur propose de s'occuper de la bibliothèque en leur absence.
Vida et le bibliothécaire embarquent vers San Diego dans un avion de la Pacific Southwest Airlines. Ils prennent ensuite un bus pour Tijuana.
Depuis la clinique du docteur, le narrateur dépeint les personnages présents : le personnel, formé par le docteur, un jeune fille d'une quinzaine d'année et un garçon d'à peu près le même âge, ainsi qu'un père, une mère et une adolescente présents dans la salle d'attente, ainsi qu'un troisième couple non-décrit car jamais aperçu par le narrateur. Après trois avortements, dont celui de Vida, le narrateur et elle sortent de la clinique.
Au retour, Vida et le bibliothécaire trouvent Foster assis devant la porte. Une personne venant déposer un livre, ayant trouvé l'état de la bibliothèque déplorable, a chassé Forster et mis les affaires du bibliothécaire dehors. Tous s'installent chez Vida, à Berkeley, prenant part aux activités contestataires estudiantines.

## Analyse
Parmi les livres de la bibliothèque se trouve un livre de Brautigan lui-même, Dans ma maison un grand cerf. Le narrateur précise que c'est la troisième ou quatrième fois que l'auteur vient y déposer un roman, dont un qui parlait de quelque chose, en Amérique, faisant référence à La Pêche à la truite en Amérique.
En novembre 1965, Brautigan commence à amasser des idées pour ce qui pourrait être un nouveau roman dont le titre de travail est The American Experience by Richard Brautigan. Le premier chapitre commence par la phrase suivante : « The American experience is an operation illegal in this country: abortion. This is our story. There are thousands like us in America [. . .] in every state, in every city. » ( « L'expérience américaine est une opération illégale dans ce pays : l'avortement. C'est notre histoire. Il y a des centaines comme nous en Amérique [...] dans chaque état, dans chaque ville. »).
Le librairie, narrateur du roman de Brautigan, partage de nombreux détails avec Brautigan : il a le même âge, la même histoire et les mêmes caractériques. Le personnage de Vida est basé sur la petite-amie de Brautigan au moment de l'écriture, Janice Meissner.
En mars 1966, Brautigan a réalisé un voyage d'un jour à Tijuana, au Mexique. La durée de ce voyage d'étude est similaire à l'aller-retour de Vida et du bibliothécaire dans la même ville. Tijuana était alors connue pour accueillir plusieurs cliniques d'avortement où se rendaient de nombreuses Américaines. Il voyaga à bord du vol 840 de la Pacific Southwest Airlines (PSA), de San Francisco à San Diego, exactement comme les protagonistes du roman. Ce fut son premier vol en avion, ce qu'il transcrit dans le roman : 
« Le jet était trapu, avec un air bizarre de lorgner et une queue qui le faisait ressembler à un requin. C'était la première fois que je montais dans un avion. C'était une sensation étranger de grimper dans cette chose. »
Brautigan revint à San Francisco sur le vol 631 de la Pacific Southwestern Airlines (PSA) le soir-même. Ses aventures se transformèrent en vingt-et-une pages de notes, qui pour la plupart finirent dans le roman.
À la fin du roman, Vida lance l'album Rubber Soul des Beatles. Dans le roman, le narrateur, comme l'auteur dans la vraie vie, est appelé « Beatle ». Brautigan est lui-même fan du groupe : en 1975, il a signé l'introduction d'un livre sur les paroles des Beatles. Un disque vinyle contentant 30 poèmes récités de l'auteur, Listening to Richard Brautigan fut signé par Zapple, l'éphémère label des Beatles. Pour autant, dans le roman, il feint de ne pas connaître le groupe.

## Traduction
Le roman a été traduit par Georges Renard. Il a paru pour la première fois aux éditions du Seuil en 1973.

## La bibliothèque Brautigan
Une bibliothèque Brautigan existe depuis 1990, en hommage à Brautigan et à la bibliothèque présente dans L'avortement. Elle fut installée dans une section de la Fletcher Free Library de Burlington, dans le Vermont, à l'initiative du photographe Todd R. Lockwood. Comme la bibliothèque du roman, elle n'accepte que les manuscrits non-publiés. Elle en comptait 325 en 2004.
En 2005, Todd R. Lockwood tenta de déplacer la bibliothèque au sein de l'antenne de Presidio de la bibliothèque publique de San Francisco (SFPL), soit à l'emplacement exact de la bibliothèque du roman. À la suite de l'insuccès de cette tentative, la collection fut stockée sans possibilité d'accès jusqu'en 2010.
Le fond fut transféré en 2010 au Clark County Historical Museum, à Vancouver, dans l'état du Washington. La bibliothèque Brautigan se trouve désormais dans un bibliothèque de type Carnegie, similaire à la Bibliothèque publique de San Francisco. Cette dernière a servi de modèle à la bibliothèque du roman.